# Wahlkreis Central Fife (Schottisches Parlament)
| Central Fife                         |
| ------------------------------------ |
| Central Fife · Mid Scotland and Fife |
| Gebildet                             |
| 1999                                 |
| Abgeschafft                          |
| 2011                                 |
| Regionen                             |
| Fife                                 |

Central Fife war ein Wahlkreis für das Schottische Parlament. Er wurde 1999 als einer von neun Wahlkreisen der Wahlregion Mid Scotland and Fife eingeführt, die im Zuge der Revision der Wahlkreise im Jahre 2011 neu zugeschnitten wurde und weiterhin neun Wahlkreise umfasst. Hierbei wurde der Wahlkreis Central Fife abgeschafft. Er umfasste die zentralen Gebiete der Council Area Fife mit den Städten Glenrothes, Leven und Methil. Die Gebiete des ehemaligen Wahlkreises sind weitgehend in dem neuen Wahlkreis Mid Fife and Glenrothes aufgegangen. Bei Zensuserhebung 2001 lebten insgesamt 75.255 Personen innerhalb seiner Grenzen. Es wurde ein Abgeordneter entsandt.

## Wahlergebnisse

### Parlamentswahl 1999
| Ergebnisse der Parlamentswahl 1999 | Ergebnisse der Parlamentswahl 1999 | Ergebnisse der Parlamentswahl 1999 | Ergebnisse der Parlamentswahl 1999 |
| Partei                             | Kandidat                           | Stimmen                            | %                                  |
| ---------------------------------- | ---------------------------------- | ---------------------------------- | ---------------------------------- |
| Labour                             | Henry McLeish                      | 18.828                             | 57,3                               |
| SNP                                | Tricia Marwick                     | 10.153                             | 30,9                               |
| Liberal Democrats                  | Jane Ann Liston                    | 1953                               | 5,9                                |
| Conservative                       | Keith Harding                      | 1918                               | 5,8                                |

### Parlamentswahl 2003
| Ergebnisse der Parlamentswahl 2003 | Ergebnisse der Parlamentswahl 2003 | Ergebnisse der Parlamentswahl 2003 | Ergebnisse der Parlamentswahl 2003 | Ergebnisse der Parlamentswahl 2003 |
| Partei                             | Kandidat                           | Stimmen                            | %                                  | ±                                  |
| ---------------------------------- | ---------------------------------- | ---------------------------------- | ---------------------------------- | ---------------------------------- |
| Labour                             | Christine May                      | 10.591                             | 41,4                               | −15,9                              |
| SNP                                | Tricia Marwick                     | 7829                               | 30,6                               | −0,3                               |
| Parteilos                          | Andrew Rodger                      | 2258                               | 8,8                                | +8,8                               |
| Conservative                       | James North                        | 1803                               | 7,0                                | +1,2                               |
| Liberal Democrats                  | Elizabeth Richies                  | 1725                               | 6,7                                | +0,8                               |
| Socialist                          | Morag Balfour                      | 1391                               | 5,4                                | +5,4                               |
| Wahlbeteiligung: 25.597 (44,41 %)  |                                    |                                    |                                    |                                    |

### Parlamentswahl 2007
| Ergebnisse der Parlamentswahl 2007 | Ergebnisse der Parlamentswahl 2007 | Ergebnisse der Parlamentswahl 2007 | Ergebnisse der Parlamentswahl 2007 | Ergebnisse der Parlamentswahl 2007 |
| Partei                             | Kandidat                           | Stimmen                            | %                                  | ±                                  |
| ---------------------------------- | ---------------------------------- | ---------------------------------- | ---------------------------------- | ---------------------------------- |
| SNP                                | Tricia Marwick                     | 11.920                             | 44,2                               | +13,6                              |
| Labour                             | Christine May                      | 10.754                             | 39,9                               | −1,5                               |
| Liberal Democrats                  | Elizabeth Riches                   | 2288                               | 8,5                                | +1,8                               |
| Conservative                       | Maurice Golden                     | 2003                               | 7,4                                | +0,4                               |
| Wahlbeteiligung: 26.965 (46,32 %)  |                                    |                                    |                                    |                                    |